# Messaoud-Raphaël El-Fassi
Pour les articles homonymes, voir El Fassi.
Messaoud-Raphaël El-Fassi, décédé en 1774 à Tunis, est un rabbin tunisien qui occupa la fonction de grand-rabbin de Tunisie.
Brillant disciple d'Isaac Lumbroso, de Semah Sarfati et d'Abraham Taïeb, il succède à ce dernier en tant que président du tribunal rabbinique et grand-rabbin de la communauté juive tunisienne, fonctions qu'il exerce jusqu'à sa mort en 1774.
Il a rédigé un important commentaire du Choulhan Aroukh accompagné de travaux de ses fils Haym et Salomon, Mishha di-Ributa (Le Lumignon des rabbins), publié en 1805 à Livourne.
En 1774, Nathan Borgel lui succède en tant que président du tribunal rabbinique et grand-rabbin de Tunisie.
Située au niveau du Passage à Tunis, sa sépulture fait l'objet de visites pieuses. Elle est vandalisée en mars 2015.